# Futbol'nyj Klub Rubin Kazan' 2009
Questa voce raccoglie le informazioni riguardanti il Futbol'nyj Klub Rubin Kazan' nelle competizioni ufficiali della stagione 2009.

## Stagione
Nella stagione 2009 il FK Rubin Kazan' ha disputato la Prem'er-Liga, massima serie del campionato russo di calcio, terminando il torneo al primo posto con 63 punti conquistati in 30 giornate, frutto di 19 vittorie, 6 pareggi e 5 sconfitte, vincendo il campionato russo per la seconda volta consecutiva. Grazie a questo successo il Rubin Kazan' si qualificò all'edizione 2010-2011 della UEFA Champions League. All'inizio della stagione ha disputato la finale per la Supercoppa di Russia, venendo sconfitto dal CSKA Mosca per 1-2 dopo i tempi supplementari. Sempre all'inizio della stagione ha partecipato alla Coppa dei Campioni della CSI, schierando principalmente la squadra riserve con l'aggiunta di qualche calciatore della prima squadra, e venendo eliminato nella fase a gironi. Nella primavera 2009 ha disputato la Kubok Rossii 2008-2009 arrivando in finale, dove è stato sconfitto dal CSKA Mosca. Nell'autunno 2009 è sceso in campo a partire dai sedicesimi di finale della Kubok Rossii 2009-2010, venendo subito eliminato dal Volga Tver'. Sempre nell'autunno 2009 ha partecipato alla fase a gironi della UEFA Champions League 2009-2010: sorteggiato nel gruppo F assieme a Barcellona, Inter e Dinamo Kiev, conquistò la sua prima vittoria alla terza giornata al Camp Nou sul Barcellona per 2-1 grazie alle reti realizzate da Rjazancev e da Karadeniz. Concluse il gruppo al terzo posto e venne retrocesso in Europa League, dove raggiunse gli ottavi di finale venendo eliminato dai tedeschi del Wolfsburg.

## Rosa
| N. |                      | Ruolo | Calciatore              |
| -- | -------------------- | ----- | ----------------------- |
| 1  | Russia (bandiera)    | P     | Sergej Kozko            |
| 2  | Croazia (bandiera)   | D     | Stjepan Tomas           |
| 3  | Argentina (bandiera) | D     | Cristian Ansaldi        |
| 4  | Spagna (bandiera)    | D     | César Navas             |
| 5  | Russia (bandiera)    | C     | Pëtr Bystrov            |
| 6  | Sudafrica (bandiera) | C     | MacBeth Sibaya          |
| 7  | Russia (bandiera)    | C     | Sergej Semak (capitano) |
| 8  | Russia (bandiera)    | C     | Machač Gadžiev          |
| 9  | Georgia (bandiera)   | D     | Lasha Salukvadze        |
| 10 | Argentina (bandiera) | A     | Alejandro Domínguez     |
| 11 | Russia (bandiera)    | A     | Aleksandr Bucharov      |
| 14 | Ucraina (bandiera)   | A     | Serhij Rebrov           |
| 15 | Russia (bandiera)    | C     | Aleksandr Rjazancev     |
| 16 | Ecuador (bandiera)   | C     | Christian Noboa         |
| 19 | Russia (bandiera)    | D     | Vitalij Kalešin         |
| 21 | Russia (bandiera)    | A     | Roman Adamov            |
| 22 | Russia (bandiera)    | D     | Aleksandr Orechov       |

| N. |                       | Ruolo | Calciatore         |
| -- | --------------------- | ----- | ------------------ |
| 23 | Russia (bandiera)     | C     | Evgenij Baljajkin  |
| 24 | Kazakistan (bandiera) | D     | Alekseý Popov      |
| 27 | Georgia (bandiera)    | D     | Dato Kvirkvelia    |
| 29 | Georgia (bandiera)    | P     | Nuk'ri Revishvili  |
| 30 | Russia (bandiera)     | P     | Evgenij Cheremisin |
| 31 | Brasile (bandiera)    | D     | Gabriel            |
| 32 | Russia (bandiera)     | C     | Andrej Gorbanec    |
| 42 | Polonia (bandiera)    | C     | Rafał Murawski     |
| 43 | Russia (bandiera)     | C     | Aleksej Kotljarov  |
| 61 | Turchia (bandiera)    | C     | Gökdeniz Karadeniz |
| 67 | Uzbekistan (bandiera) | A     | Davron Mirzaev     |
| 76 | Russia (bandiera)     | D     | Roman Šaronov      |
| 77 | Russia (bandiera)     | P     | Sergej Ryžikov     |
| 88 | Russia (bandiera)     | C     | Alan Kasaev        |
| 97 | Russia (bandiera)     | A     | Igor' Portnjagin   |
| 99 | Turchia (bandiera)    | A     | Hasan Kabze        |

## Risultati

### Prem'er-Liga
| Kazan' 14 marzo 2009 1ª giornata | Rubin | 3 – 0 referto | Kuban' | Stadio Centrale di Kazan' |

| Nal'čik 22 marzo 2009 2ª giornata | Spartak-Nal'čik | 0 – 0 referto | Rubin | Respublikanskij stadion Spartak |

| Kazan' 4 aprile 2009 3ª giornata | Rubin | 0 – 0 referto | FK Mosca | Stadio Centrale di Kazan' |

| Groznyj 11 aprile 2009 4ª giornata | Terek Groznyj | 1 – 2 referto | Rubin | Stadio Sultan Bilimkhanov |

| Kazan' 19 aprile 2009 5ª giornata | Rubin | 3 – 0 referto | Dinamo Mosca | Stadio Centrale di Kazan' |

| Kazan' 25 aprile 2009 6ª giornata | Rubin | 0 – 2 referto | Spartak Mosca | Stadio Centrale di Kazan' |

| Ramenskoe 2 maggio 2009 7ª giornata | Saturn | 0 – 5 referto | Rubin | Saturn Stadium |

| Kazan' 11 maggio 2009 8ª giornata | Rubin | 4 – 0 referto | Tom' Tomsk | Stadio Centrale di Kazan' |

| Perm' 16 maggio 2009 9ª giornata | Amkar Perm' | 2 – 2 referto | Rubin | Stadio Zvezda |

| Kazan' 23 maggio 2009 10ª giornata | Rubin | 2 – 0 referto | Lokomotiv Mosca | Stadio Centrale di Kazan' |

| Chimki 6 luglio 2009 11ª giornata | Chimki | 2 – 3 referto | Rubin | Arena Chimki |

| Kazan' 13 giugno 2009 12ª giornata | Rubin | 0 – 2 referto | Rostov | Stadio Centrale di Kazan' |

| Samara 11 luglio 2009 13ª giornata | Kryl'ja Sovetov Samara | 1 – 2 referto | Rubin | Stadio Metallurg (Samara) |

| Kazan' 18 luglio 2009 14ª giornata | Rubin | 1 – 2 referto | CSKA Mosca | Stadio Centrale di Kazan' |

| San Pietroburgo 25 luglio 2009 15ª giornata | Zenit San Pietroburgo | 0 – 0 referto | Rubin | Stadio Petrovskij |

| Kazan' 31 luglio 2009 16ª giornata | Rubin | 2 – 0 referto | Spartak-Nal'čik | Stadio Centrale di Kazan' |

| Mosca 8 agosto 2009 17ª giornata | FK Mosca | 1 – 3 referto | Rubin | Stadio Ėduard Strel'cov |

| Kazan' 16 agosto 2009 18ª giornata | Rubin | 4 – 0 referto | Terek Groznyj | Stadio Centrale di Kazan' |

| Chimki 23 agosto 2009 19ª giornata | Dinamo Mosca | 0 – 3 referto | Rubin | Arena Chimki |

| Mosca 30 agosto 2009 20ª giornata | Spartak Mosca | 0 – 3 referto | Rubin | Stadio Lužniki |

| Kazan' 12 settembre 2009 21ª giornata | Rubin | 5 – 1 referto | Saturn | Stadio Centrale di Kazan' |

| Tomsk 20 settembre 2009 22ª giornata | Tom' Tomsk | 0 – 0 referto | Rubin | Trud Stadium |

| Kazan' 25 settembre 2009 23ª giornata | Rubin | 1 – 2 referto | Amkar Perm' | Stadio Centrale di Kazan' |

| Mosca 4 ottobre 2009 24ª giornata | Lokomotiv Mosca | 2 – 1 referto | Rubin | Stadio Lokomotiv |

| Kazan' 17 ottobre 2009 25ª giornata | Rubin | 2 – 1 referto | Chimki | Stadio Centrale di Kazan' |

| Rostov sul Don 25 ottobre 2009 26ª giornata | Rostov | 1 – 2 referto | Rubin | Stadio Olimp-2 |

| Kazan' 30 ottobre 2009 27ª giornata | Rubin | 4 – 1 referto | Kryl'ja Sovetov Samara | Stadio Centrale di Kazan' |

| Mosca 8 novembre 2009 28ª giornata | CSKA Mosca | 0 – 2 referto | Rubin | Stadio Lužniki |

| Kazan' 21 novembre 2009 29ª giornata | Rubin | 0 – 0 referto | Zenit San Pietroburgo | Stadio Centrale di Kazan' |

| Krasnodar 29 novembre 2009 30ª giornata | Kuban' | 0 – 3 referto | Rubin | Stadio Kuban' |

### Kubok Rossii 2009-2010
| Tver' 15 luglio 2009 Sedicesimi di finale | Volga Tver' | 4 – 3 referto | Rubin | Stadion Chimik |

### Superkubok Rossii
| Arbitro: | Suchina (Malachovka) |

|             |           |                         |
| Šaronov 62’ | Marcatori | 43’ Šemberas 113’ Necid |

### UEFA Champions League 2009-2010

#### Fase a gironi
| Arbitro: | Hamer |

|                                 |           |               |
| Yussuf 71’ Magrão 79’ Gusev 85’ | Marcatori | 25’ Domínguez |

| Arbitro: | Hauge |

|               |           |               |
| Domínguez 11’ | Marcatori | 27’ Stanković |

| Arbitro: | Duhamel |

|                 |           |                            |
| Ibrahimović 48’ | Marcatori | 2’ Rjazancev 73’ Karadeniz |

| Kazan' 4 novembre 2009, ore 18:30 CET Quarta giornata | Rubin  | 0 – 0 referto | Barcellona | Stadio Centrale di Kazan'\| Arbitro: \| Plautz \| |
| Arbitro:                                              | Plautz |               |            |                                                   |

| Kazan' 24 novembre 2009, ore 18:30 CET Quinta giornata | Rubin | 0 – 0 referto | Dinamo Kiev | Stadio Centrale di Kazan'\| Arbitro: \| Brych \| |
| Arbitro:                                               | Brych |               |             |                                                  |

| Arbitro: | Pieter Vink |

|                         |           |  |
| Eto'o 31’ Balotelli 64’ | Marcatori |  |

## Statistiche

### Statistiche di squadra
| Competizione                    | Punti | In casa | In casa | In casa | In casa | In casa | In casa | In trasferta | In trasferta | In trasferta | In trasferta | In trasferta | In trasferta | Totale | Totale | Totale | Totale | Totale | Totale | DR  |
| Competizione                    | Punti | G       | V       | N       | P       | Gf      | Gs      | G            | V            | N            | P            | Gf           | Gs           | G      | V      | N      | P      | Gf     | Gs     | DR  |
| ------------------------------- | ----- | ------- | ------- | ------- | ------- | ------- | ------- | ------------ | ------------ | ------------ | ------------ | ------------ | ------------ | ------ | ------ | ------ | ------ | ------ | ------ | --- |
| Prem'er-Liga                    | 63    | 15      | 9       | 2       | 4       | 31      | 11      | 15           | 10           | 4            | 1            | 31           | 10           | 30     | 19     | 6      | 5      | 62     | 21     | +41 |
| Kubok Rossii 2008-2009          | -     | 1       | 1       | 0       | 0       | 2       | 0       | 1            | 1            | 0            | 0            | 1            | 0            | 3      | 2      | 0      | 1      | 3      | 1      | +2  |
| Kubok Rossii 2009-2010          | -     | -       | -       | -       | -       | -       | -       | 1            | 0            | 0            | 1            | 3            | 4            | 1      | 0      | 0      | 1      | 3      | 4      | -1  |
| Superkubok Rossii               | -     | -       | -       | -       | -       | -       | -       | -            | -            | -            | -            | -            | -            | 1      | 0      | 0      | 1      | 1      | 2      | -1  |
| UEFA Champions League 2009-2010 | -     | 3       | 0       | 3       | 0       | 1       | 1       | 3            | 1            | 0            | 2            | 3            | 6            | 6      | 1      | 3      | 2      | 4      | 7      | -3  |
| Coppa dei Campioni della CSI    | -     | -       | -       | -       | -       | -       | -       | -            | -            | -            | -            | -            | -            | 3      | 1      | 1      | 1      | 4      | 5      | -1  |
| Totale                          | -     | 19      | 10      | 5       | 4       | 34      | 12      | 20           | 12           | 4            | 4            | 38           | 20           | 44     | 23     | 10     | 11     | 77     | 40     | +37 |